# Patrick Gonin

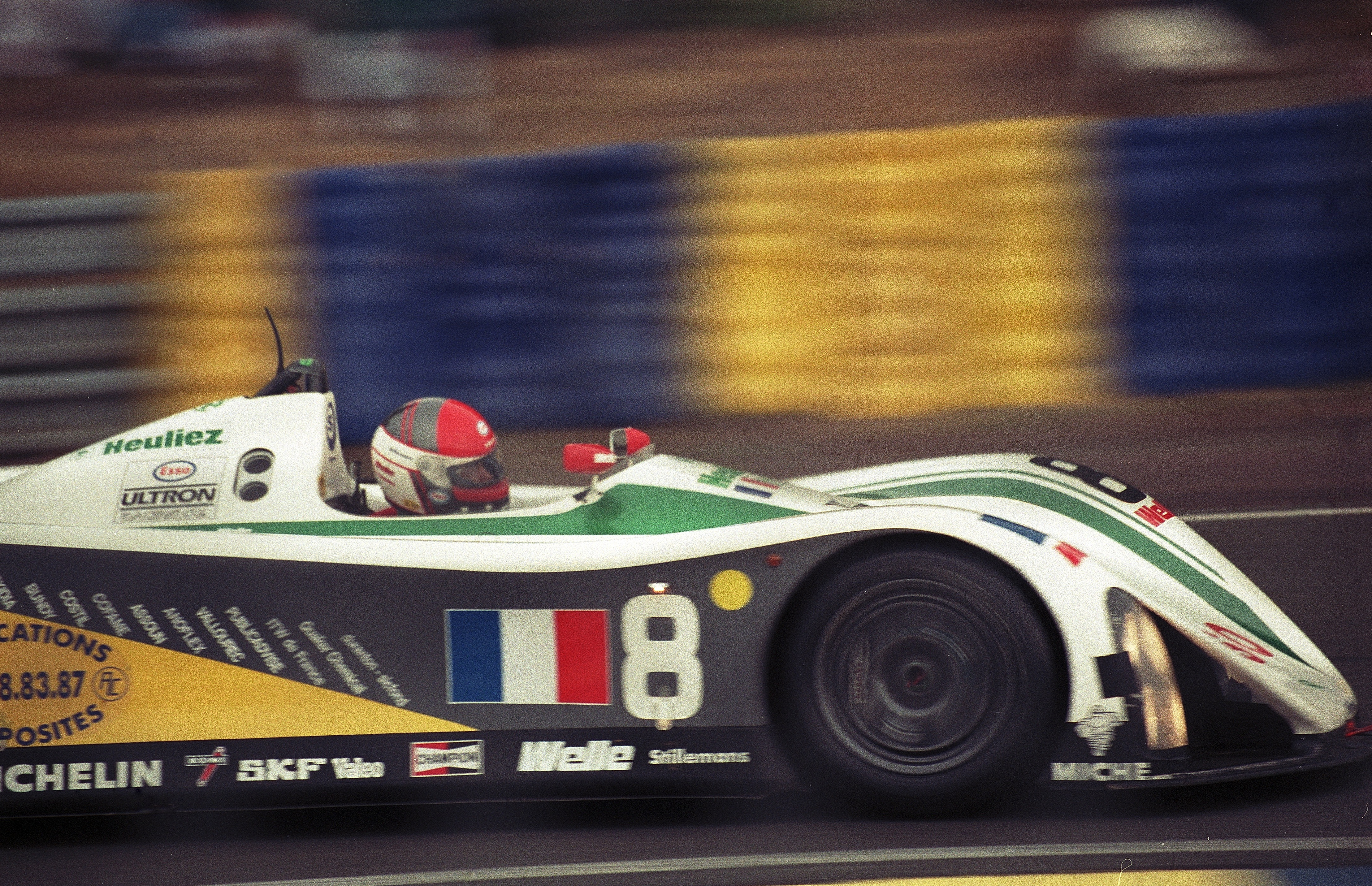
Patrick Gonin am Steuer des WR LM94 beim 24-Stunden-Rennen von Le Mans 1995

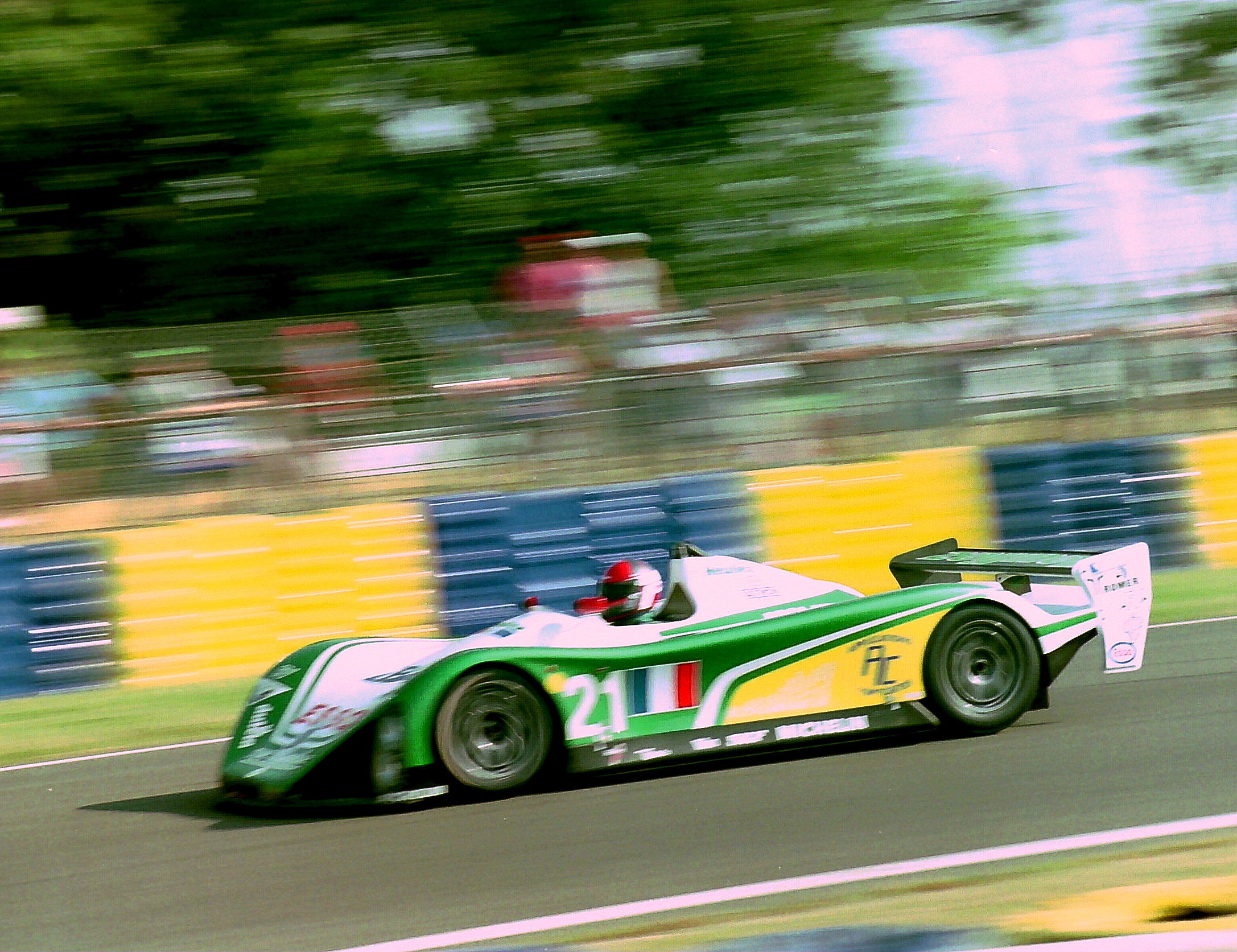
Der WR LM93 von Pierre Petit und Patrick Gonin beim 24-Stunden-Rennen von Le Mans 1994

Patrick Gonin (* 23. Mai 1957 in Paris) ist ein ehemaliger französischer Autorennfahrer.

## Karriere im Motorsport
Patrick Gonin begann seine Karriere 1980 mit einem achten Gesamtrang in der französischen Formel-Renault-Meisterschaft. 1982 stieg er in die französische Formel-3-Meisterschaft ein, wo er 1982 hinter Pierre Petit,  Michel Ferté und François Hesnault Vierter in der Meisterschaft wurde.
Im Monopostosport gab es für den Franzosen kein Fortkommen, sodass er sich dem Rennsport der Touren- und Sportwagen zuwandte. 1983 gab er sein Debüt beim 24-Stunden-Rennen von Le Mans, wo er insgesamt elfmal am Start war. Seine beste Platzierung erreichte er 1990 mit dem 16. Rang; 1993 wurde Klassensieger in der LMP-Klasse.
1995 fuhr Gonin einen der beiden WR LM94 von Welter Racing und startete aus der ersten Startreihe. Er teilte sich den Wagen mit der Nummer 8 mit Pierre Petit und Marc Rostan. Vom Start weg übernahm Gonin die Führung und behielt diese bis zum ersten Tankstopp nach zehn Runden. Eine halbe Runde gab es kurz nach der Startfreigabe sogar eine Doppelführung für Welter, dann wurde Teamkollege William David von Bob Wollek im Courage C36 an die dritte Stelle verdrängt. Pierre Petit, der die Nummer 8 von Gonin übernommen hatte, musste nach 1½ Stunden an die Box, um die Kraftübertragung wechseln zu lassen. Obwohl die Welter-Boxenmannschaft dabei sehr schnell agierte, verlor der Wagen drei Runden. Die Fahrt des Prototyps endete nach einem schweren Unfall bei Einbruch der Dunkelheit. Bei einsetzendem Regen bekam er an der schnellen Stelle vor der Mulsanne Unterluft, überschlug sich einmal und schlug auf allen vier Rändern hart am rechten Streckenrand auf. Der Unfall war dem von Peter Dumbreck 1999 sehr ähnlich, ist aber bei weitem nicht so bekannt, was vor allem daran liegt, dass es davon keine Fernsehbilder gibt. Patrick Gonin, der den Wagen steuerte, erlitt beim Unfall schwere Prellungen und mehrere Rippenbrüche. Er musste eine Nacht im Krankenhaus verbringen.
1988 beendete er die europäische Renault-Alpine-V6-Meisterschaft als Gesamtzweiter, wurde ein Jahr später Fünfter in der französischen Tourenwagen-Meisterschaft und 1994 hinter William David und Cathy Muller Dritter im Peugeot 905 Spider Cup.
Nach Ablauf der Rennsaison 2000 trat er vom Rennsport zurück.

## Statistik

### Le-Mans-Ergebnisse
| Jahr | Team                        | Fahrzeug       | Teamkollege         | Teamkollege      | Platzierung             | Ausfallgrund       |
| ---- | --------------------------- | -------------- | ------------------- | ---------------- | ----------------------- | ------------------ |
| 1983 | Raymond Boutinaud           | Porsche 928S   | Raymond Boutinaud   | Alain Le Page    | nicht klassiert         |                    |
| 1985 | Jean-Philippe Grand         | Rondeau M482   | Pascal Witmeur      | Pierre de Thoisy | Ausfall                 | Motorschaden       |
| 1987 | Italya Sports               | Nissan R86V    | Alain Ferté         | Anders Olofsson  | Ausfall                 | Unfall             |
| 1989 | Courage Compétition         | Cougar C22LM   | Bernard de Dryver   | Bernard Santal   | Ausfall                 | Elektrik           |
| 1990 | Porsche Kremer Racing       | Porsche 962CK6 | Bernard de Dryver   | Philippe Alliot  | Rang 16                 |                    |
| 1991 | Automobiles Louis Descartes | ALD C91        | Philippe de Henning | Luigi Taverna    | Ausfall                 | Getriebeschaden    |
| 1992 | Welter Racing               | WR LM92        | Pierre Petit        | Didier Artzet    | Ausfall                 | Unfall             |
| 1993 | Welter Racing               | WR LM93        | Alain Lamouille     | Bernard Santal   | Rang 24 und Klassensieg |                    |
| 1994 | Welter Racing               | WR LM93        | Pierre Petit        |                  | Ausfall                 | Motorschaden       |
| 1995 | Welter Racing               | WR LM94        | Pierre Petit        | Marc Rostan      | Ausfall                 | Unfall             |
| 1996 | Welter Racing               | WR LM96        | Pierre Petit        | Marc Rostan      | Ausfall                 | Technischer Defekt |

### Einzelergebnisse in der Sportwagen-Weltmeisterschaft
| Saison | Team                | Rennwagen    | 1   | 2   | 3   | 4   | 5   | 6   | 7   | 8   | 9   | 10  |
| ------ | ------------------- | ------------ | --- | --- | --- | --- | --- | --- | --- | --- | --- | --- |
| 1983   | Raymond Boutinaud   | Porsche 928  | MON | SIL | NÜR | LEM | SPA | FUJ | KYA |     |     |     |
| 1983   | Raymond Boutinaud   | Porsche 928  | DNF |     |     |     |     |     |     |     |     |     |
| 1985   | Jean-Philippe Grand | Rondeau M482 | MUG | MON | SIL | LEM | HOK | MOS | SPA | BRH | FUJ | SEL |
| 1985   | Jean-Philippe Grand | Rondeau M482 | DNF |     |     |     |     |     |     |     |     |     |
| 1987   | Italya Sports       | Nissan R86V  | JAR | JER | MON | SIL | LEM | NÜN | BRH | NÜR | SPA | FUJ |
| 1987   | Italya Sports       | Nissan R86V  |     | DNF |     |     |     |     |     |     |     |     |
| 1991   | Louis Descartes     | ALD C91      | SUZ | MON | SIL | LEM | NÜR | MAG | MEX | AUT |     |     |
| 1991   | Louis Descartes     | ALD C91      |     |     |     | DNF |     | DNF | DNF |     |     |     |
| 1992   | Welter Racing       | WR LM93      | MON | SIL | LEM | DON | SUZ | MAG |     |     |     |     |
| 1992   | Welter Racing       | WR LM93      | DNF |     |     |     |     |     |     |     |     |     |